# Neotropical Birds Online
Neotropical Birds Online est une encyclopédie qui traite de la biologie, de l’écologie et de la conservation des oiseaux de l’Amérique centrale, des Antilles et de l’Amérique du Sud.  L’encyclopédie mise en ligne en 2009 et gratuitement accessible est éditée par le Cornell Lab of Ornithology.  Elle se développe graduellement par la contribution volontaire d’ornithologues amateurs chevronnés, de chercheurs, de scientifiques et d’étudiants en ornithologie.  Une authentification est exigée au préalable et les articles sont signés par le ou les auteurs.  Les articles qui peuvent être mis à jour régulièrement sont accompagnés de cartes, de photographies, de fichiers audios et parfois de vidéos.  À terme, l’encyclopédie sera disponible aussi en espagnol et en portugais,.  